# Beverly (Kansas)
Beverly es una ciudad ubicada en el condado de Lincoln en el estado estadounidense de Kansas. En el año 2010 tenía una población de 162 habitantes y una densidad poblacional de 324 personas por km².

## Geografía
Beverly se encuentra ubicada en las coordenadas 39°0′53″N 97°58′29″O / 39.01472, -97.97472 (39.014831, -97.974772).

## Demografía
Según la Oficina del Censo en 2000 los ingresos medios por hogar en la localidad eran de $21,750 y los ingresos medios por familia eran $23,472. Los hombres tenían unos ingresos medios de $29,167 frente a los $23,333 para las mujeres. La renta per cápita para la localidad era de $11,274. Alrededor del 14.6% de la población estaban por debajo del umbral de pobreza.